# 中日友好医院

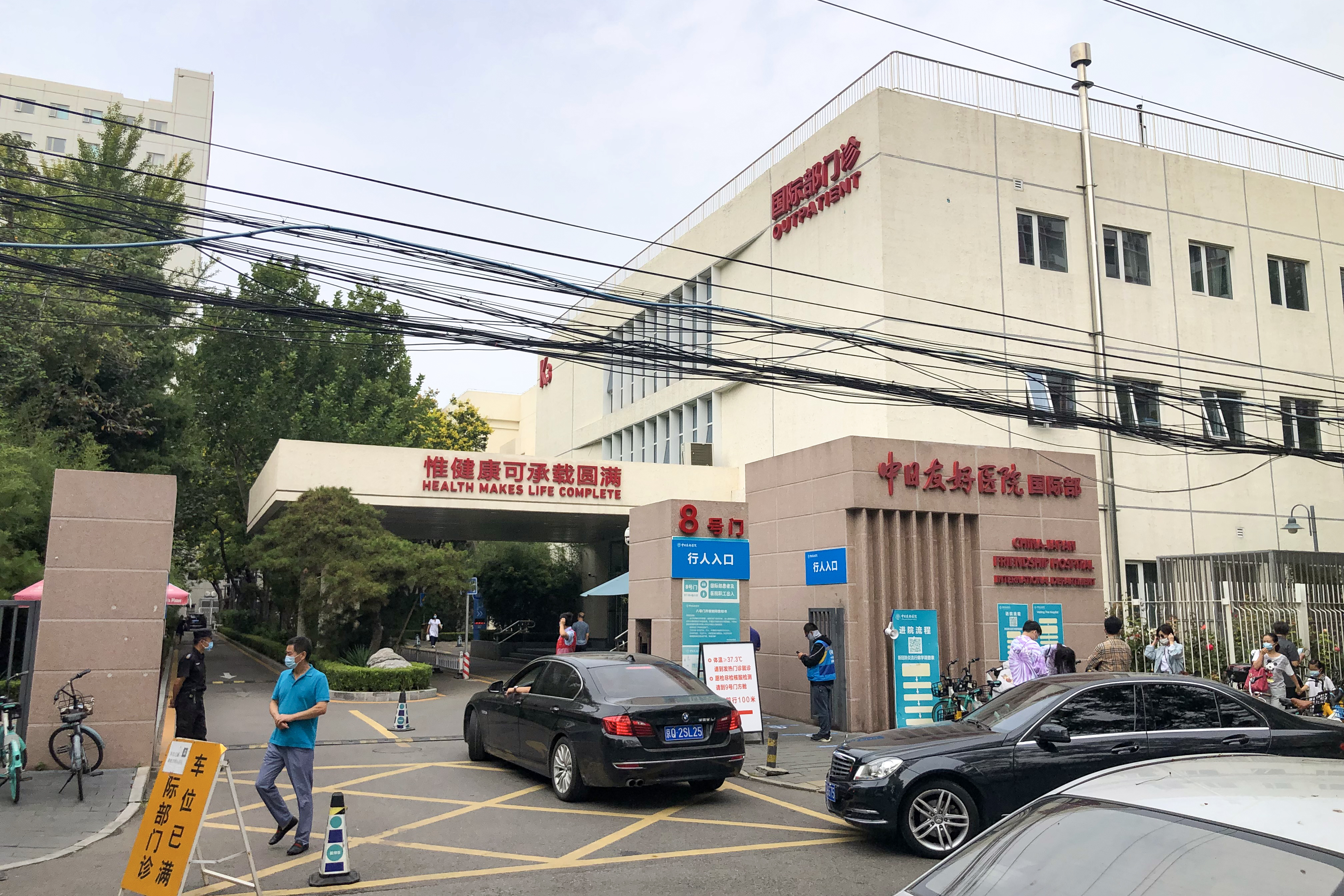
中日友好医院8号门（国际部）

中日友好医院 (英語：China-Japan Friendship Hospital)，简称中日医院，位于中国大陆北京市朝阳区和平里樱花园东街2号，是一所由中华人民共和国政府和日本国政府合作建设的医院，並受日本政府的无偿捐助。
中日友好医院是国家卫健委直属医院，1993年被评为三级甲等医院，先后荣获北京市“十佳”医院和全国“百佳”医院，2001年被列为中央保健基地医院。这所医院同时亦是北京大学、北京协和医学院和北京中医药大学的一所临床医学院。据称，这所医院承担多个国家、地区的涉外医疗和中央干部保健任务。

## 简介
中日友好医院于1984年10月23日正式启用，时任中共中央总书记胡耀邦、时任全国政协主席邓颖超分别题写院名。中日友好医院现编制床位1610张（含北区、西区），集医疗、教学、科研和预防保健等功能为一体，并承担中央保健医疗任务、国家紧急医学救援任务，附设中日友好临床医学研究所，同时是国家呼吸医学中心、国家呼吸系统疾病临床医学研究中心、国家远程医疗管理与培训中心、国家远程医疗与互联网医学中心、国家基层远程医疗发展指导中心、世界卫生组织戒烟与呼吸疾病预防合作中心。
中日友好医院是中国在改革开放后首批国外无偿援助项目，是当时中国最富于国际色彩、设施最为先进的现代化医院。自诞生之日起，中日医院就站立在了时代的前列，承载了建设中国现代化医院的示范、中西医结合的基地、对外合作的平台的重托。

## 交通
- 公共汽車：13, 63, 84, 95, 119, 361, 379, 406, 419, 596, 夜26, 夜28路
- 北京地铁：10号线、5号线 惠新西街南口站

## 爭議

### 肖飞婚外恋与违规操作事件
2025年4月18日，中日友好医院胸外科副主任医师肖飞被其妻子举报婚内出轨多名女性，并在手术中违规操作，将已麻醉的患者晾在手术台长达40分钟。举报信在网上广为流传并引发讨论，中日友好医院决定对肖飞停职处理。4月27日，中日友好医院表示举报情况属实，开除肖飞中国共产党党籍并解除聘用关系。肖飞本人在接受媒体采访时承认出轨，但否认有医德问题。除此以外，肖飞的出轨对象之一，在该院胸外科进行规培的中国医学科学院肿瘤医院泌尿外科住院医师董袭莹的教育经历、规培经历、学术成果、家庭背景等也引发了广泛争议。5月1日，国家卫生健康委宣布针对相关舆情成立调查组，对有关个人及机构等进行认真调查核查。5月15日，国家卫健委调查组发布调查结果，对肖飞违纪违法问题进行通报，北京市卫生健康委员会决定吊销肖飞的医师执业证书，并禁止其五年以上从事医疗卫生服务，对中日友好医院给予责令限期改正、警告并罚款的处罚。国家卫生健康委调查组正联合有关部门对本次事件涉及的相关单位、人员开展深入调查，后续结果待公布。